# Valentin Bearth

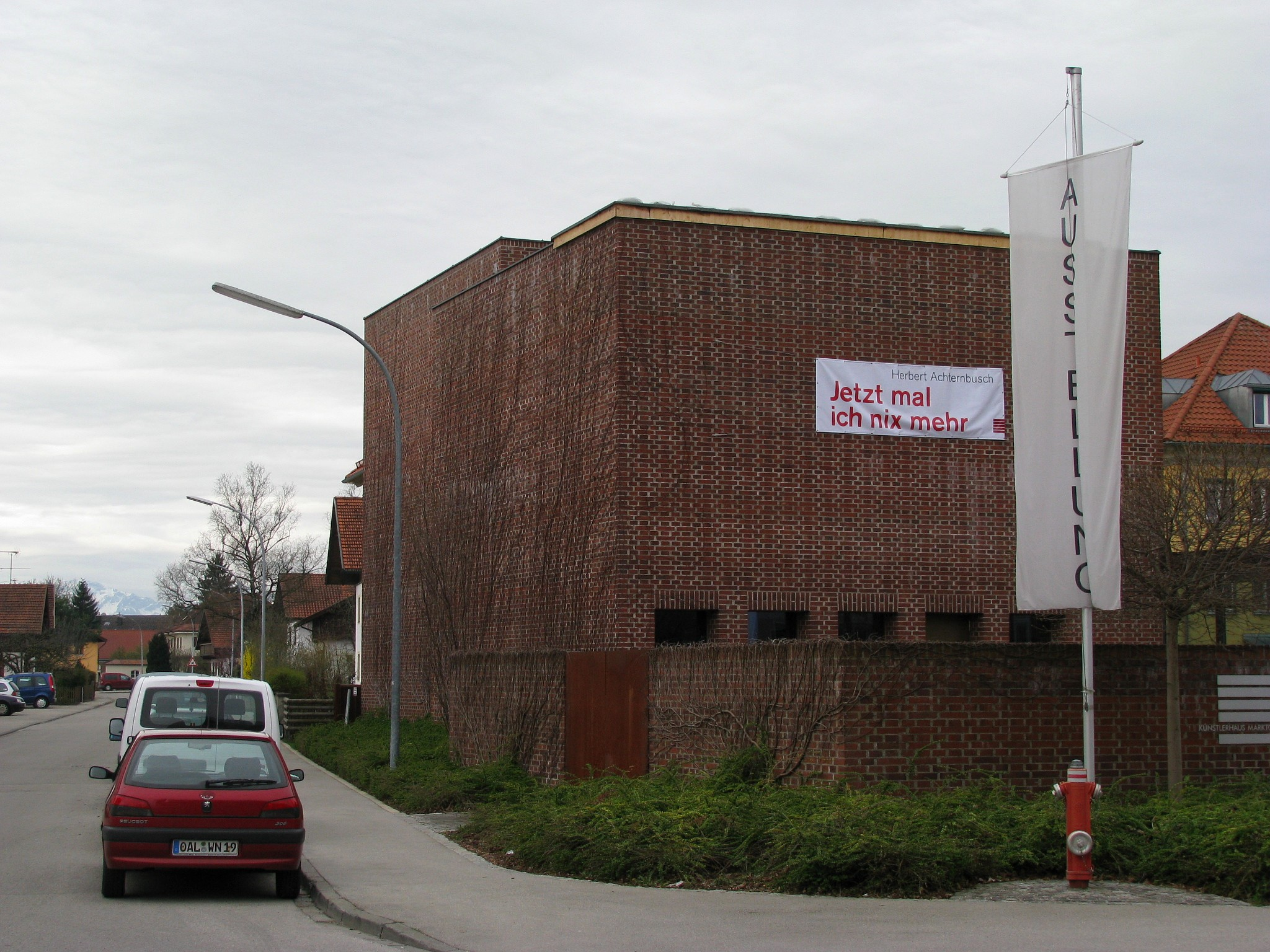
Künstlerhaus Marktoberdorf

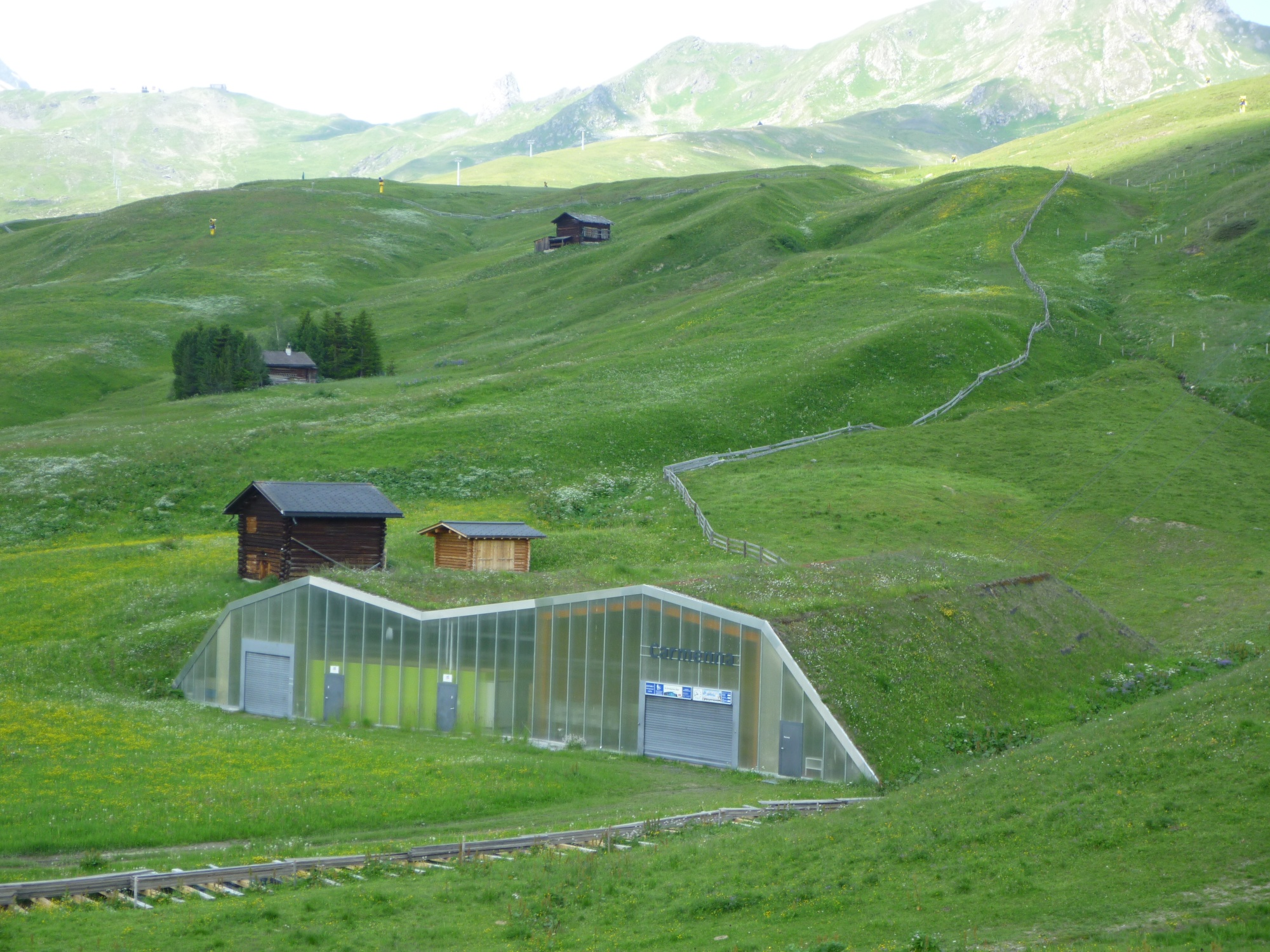
Sesselbahn Carmenna (im Sommer)

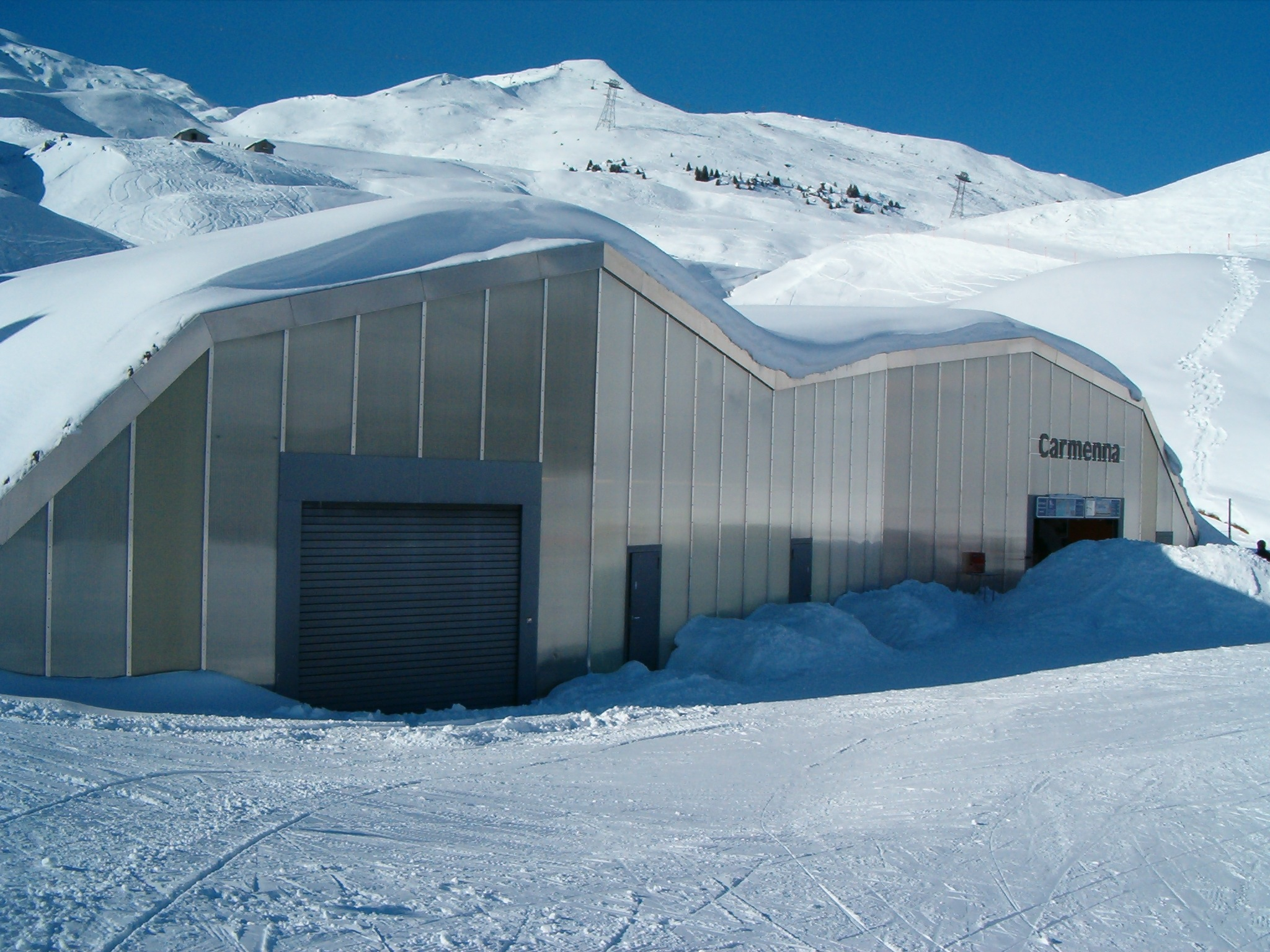
Sesselbahn Carmenna (im Winter)

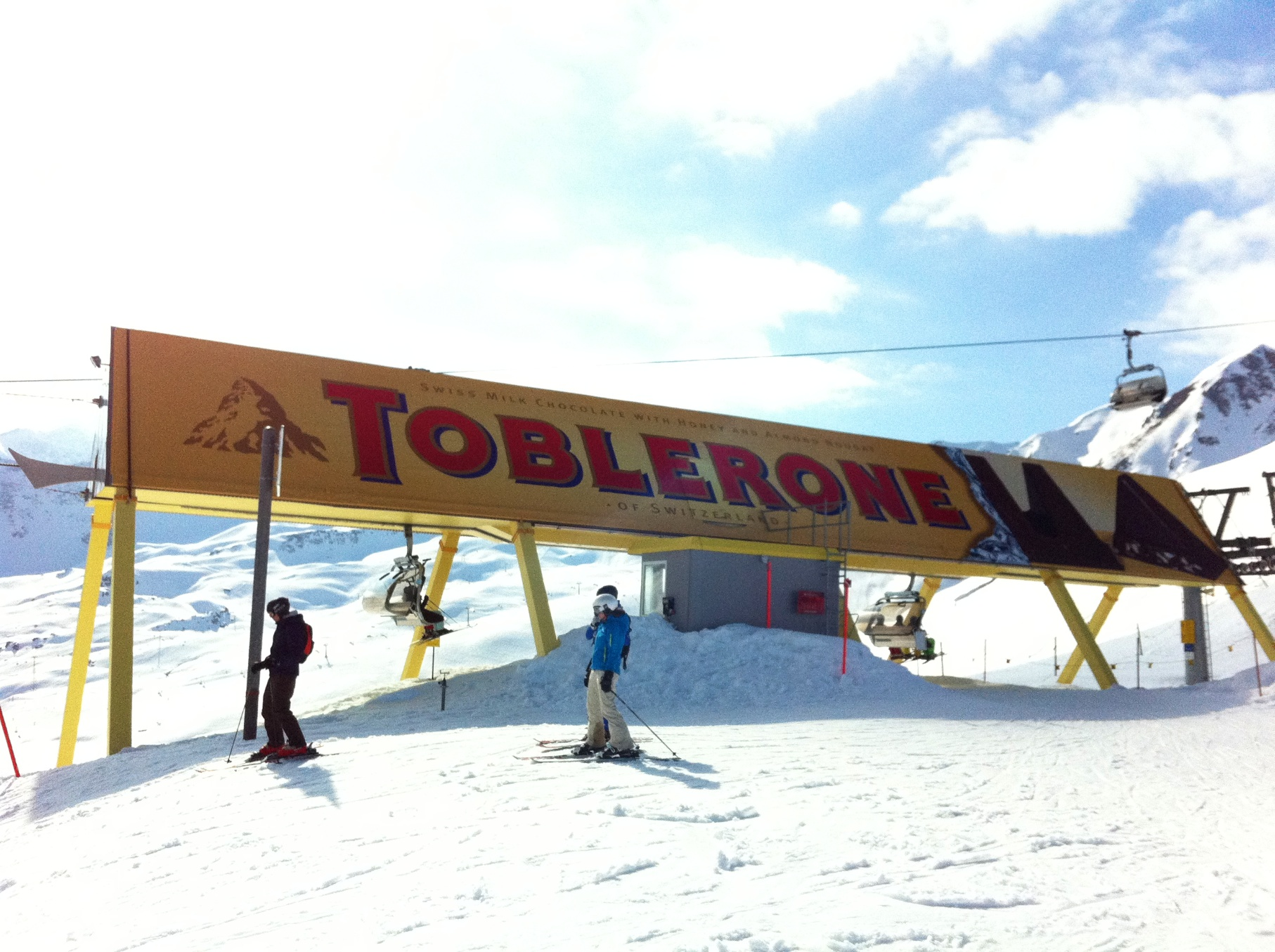
Sesselbahn Carmenna Zwischenstation

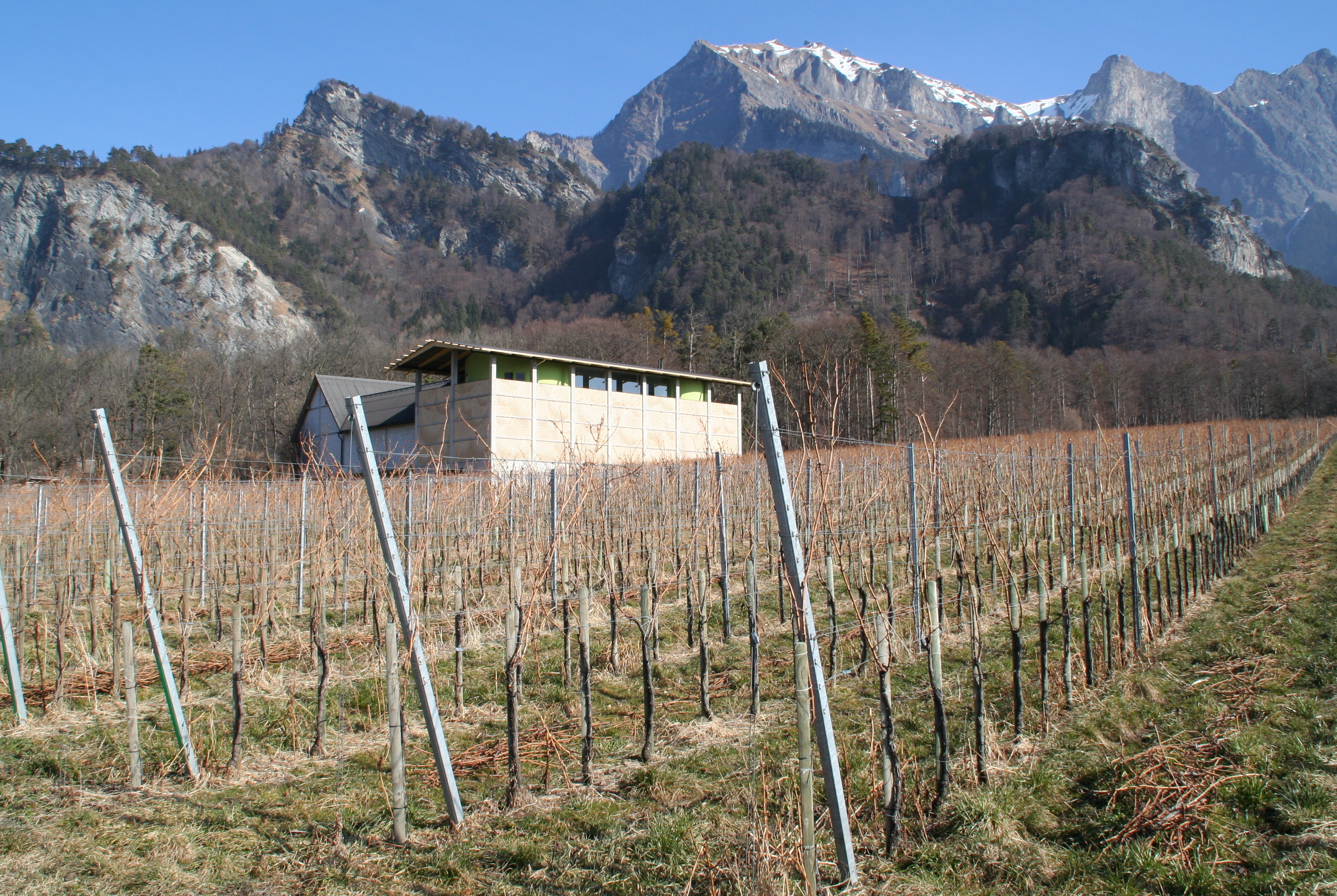
Weingut Gantenbein

Valentin Bearth (* 25. März 1957 in Tiefencastel) ist ein Schweizer Architekt und emeritierter Universitätsprofessor.

## Werdegang
Valentin Bearth studierte Architektur an der ETH Zürich und arbeitete nach dem Diplom 1983 bei Dolf Schnebli, bei Peter Zumthor in Haldenstein. 1988 gründete er mit Andrea Deplazes Bearth + Deplazes in Zürich. 1992 wurde Bearth Professor an der ETH Zürich und 2000 Professor an der Accademia di Architettura di Mendriso. Von 2007 bis 2011 leitete er die Accademia di Architettura, sein Nachfolger wurde Mario Botta. Seit 2003 hat er eine ständige Gastprofessor an der Università di Sassari in Sassari inne.
Valentin Bearth saß neben Michele Arnaboldi in der Jury für das Schulhaus Grono, in der Jury für Wohnungen mit Service Savognin, in der Jury für das Hallenbad Gossau und in der Jury für die Appartamenti primari in San Bernardino von Raphael Zuber und für das Oberstufenschulhaus Paspels von Valerio Olgiati.

## Bauten
als Mitarbeiter bei Peter Zumthor:
- 1985: 1. Preis Wohnanlage im Areal Bener, Chur[4]

Bauten mit Andre Deplazes:
- 1993: Mehrzweckhalle Tschlin
- 1994: Haus Hirsbrunner, Scharans mit Branger & Conzett
- 1997: Lehrerseminar, Chur
- 1998: Haus Williman-Lötscher, Sevgein
- 1998: Künstlerhaus Marktoberdorf, Marktoberdorf
- 2001: Haus Meuli, Fläsch
- 2001: Sesselbahn Carmenna, Arosa
- 2004: SIA Haus AG, Zürich
- 2004: Parkhaus Serletta, St. Moritz
- 2007: Weingut Gantenbein, Fläsch, mit Bauingenieur Jürg Buchli[5]
- 2003–2009: Monte-Rosa-Hütte, Zermatt, mit Studio Monte Rosa
- 2013: Haus Bula, Mergoscia mit Mario Monotti[6]
- 2008–2014: Bundesstrafgericht, Bellinzona, mit Durisch+Nolli
- 2010–2014: Ovaverva Hallenbad, Spa & Sportzentrum St. Moritz, mit Andrea Deplazes und Meinrad Morger

## Auszeichnungen und Preise
- 1994: Auszeichnung für gute Bauten Graubünden
- 2001: Auszeichnung für gute Bauten Graubünden
- 2007: Anerkennung – Tageslicht-Award für Weingut Gantenbein
- 2008: 2. Preis – Brick Award für Weingut Gantenbein
- 2017: Auszeichnung für gute Bauten Graubünden
- 2021: Architekturpreis Beton

## Ehemalige Assistenten und Mitarbeiter
- Tamara Olgiati[7]
- Francesca Torzo
- Patrick Seiler
- Javier Miguel Verme